# I Want You Back
I Want You Back – pierwszy singel The Jackson 5 z ich debiutanckiego albumu Diana Ross Presents the Jackson 5.
Singel rozszedł się w nakładzie 6 milionów egzemplarzy na całym świecie. W 1999 roku, "I Want You Back" zostało włączone do Grammy Hall of Fame.
W 2004 utwór został sklasyfikowany na 120. miejscu listy 500 utworów wszech czasów magazynu Rolling Stone oraz na 9 miejscu w rankingu Rolling Stone "100 najlepszych popowych utworów od 1963 roku".

## Lista utworów
1. I Want You Back
2. Who's Lovin' You

## Notowania
| Lista (1969)         | Najwyższa pozycja |
| -------------------- | ----------------- |
| UK Singles Chart     | 2                 |
| US Billboard Hot 100 | 1                 |
| Lista (2009)         | Najwyższa pozycja |
| Irish Singles Chart  | 34                |
| UK Singles Chart     | 43                |